# Músculo da úvula
O Músculo da úvula (Ázigos da úvula) origina-se da espinha nasal posterior dos ossos palatinos e da aponeurose palatina; ele desce para se inserir na úvula.